# Cybocephalus serrativentris
Cybocephalus serrativentris là một loài bọ cánh cứng trong họ Cybocephalidae. Loài này được Waterhouse miêu tả khoa học năm 1925.